# دنیس اولانوف
دنیس اولانوف (انگلیسی: Denis Ulanov؛ زادهٔ ۲۸ اکتبر ۱۹۹۳) یک وزنه‌بردار اهل قزاقستان است.
وی پس مثبت اعلام شدن تست دوپینگ گابریل سینکرایان وزنه‌بردار اهل کشور رومانی به مدال برنز وزن ۸۵ کیلوگرم بازی‌های المپیک تابستانی ۲۰۱۶ دست یافت.